# ARC
ARC (англ. Activity regulated cytoskeleton associated protein) – білок, який кодується однойменним геном, розташованим у людей на короткому плечі 8-ї хромосоми. Довжина поліпептидного ланцюга білка становить 396 амінокислот, а молекулярна маса — 45 316.
| 10         |  | 20         |  | 30         |  | 40         |  | 50         |
| ---------- |  | ---------- |  | ---------- |  | ---------- |  | ---------- |
| MELDHRTSGG |  | LHAYPGPRGG |  | QVAKPNVILQ |  | IGKCRAEMLE |  | HVRRTHRHLL |
| AEVSKQVERE |  | LKGLHRSVGK |  | LESNLDGYVP |  | TSDSQRWKKS |  | IKACLCRCQE |
| TIANLERWVK |  | REMHVWREVF |  | YRLERWADRL |  | ESTGGKYPVG |  | SESARHTVSV |
| GVGGPESYCH |  | EADGYDYTVS |  | PYAITPPPAA |  | GELPGQEPAE |  | AQQYQPWVPG |
| EDGQPSPGVD |  | TQIFEDPREF |  | LSHLEEYLRQ |  | VGGSEEYWLS |  | QIQNHMNGPA |
| KKWWEFKQGS |  | VKNWVEFKKE |  | FLQYSEGTLS |  | REAIQRELDL |  | PQKQGEPLDQ |
| FLWRKRDLYQ |  | TLYVDADEEE |  | IIQYVVGTLQ |  | PKLKRFLRHP |  | LPKTLEQLIQ |
| RGMEVQDDLE |  | QAAEPAGPHL |  | PVEDEAETLT |  | PAPNSESVAS |  | DRTQPE     |

A: Аланін

C: Цистеїн

D: Аспарагінова кислота

E: Глутамінова кислота

F: Фенілаланін

G: Гліцин

H: Гістидин

I: Ізолейцин

K: Лізин

L: Лейцин

M: Метіонін

N: Аспарагін

P: Пролін

Q: Глутамін

R: Аргінін

S: Серин

T: Треонін

V: Валін

W: Триптофан

Кодований геном білок за функцією належить до білків розвитку. 
Задіяний у такому біологічному процесі, як ендоцитоз. 
Локалізований у клітинній мембрані, цитоплазмі, цитоскелеті, мембрані, клітинних контактах, клітинних відростках, цитоплазматичних везикулах, синапсах, ендосомах.